# 判例時報
判例時報（はんれいじほう）は、株式会社判例時報社が発売している法律雑誌。略称は判時（はんじ）。B5判。1953年（昭和28年）、彦坂竹男が創刊。

## 概要
主要な最高裁判例及び重要な下級審判例の全文を掲載しており（ただし別表等は省略されることがある）、冒頭にその判例の背景、要旨、意義等についての解説が付されている。
判例タイムズ誌と並ぶ最も一般的な判例紹介誌であり、判例を入手するためによく用いられる。
民集・刑集等の公式判例集に登載されていない判例（時にこれらの公式判例集に登載されている判例も）で本誌に掲載されたものは、本誌の号数と冒頭のページ数をとって「東京地判平成○年○月○日判時○号○頁」のような形で引用されることが多い。
また、例年「最高裁判所民事（刑事）破棄判決等の実情」など最高裁判所調査官が最高裁判例を紹介・解説した記事が掲載されるほか、各種連載記事や論文も掲載されている。
毎月1日号には別冊として「判例評論」が綴じ込まれている。
もともと、月3回発行・縦組み判型であったが、2025年4月より誌面の大幅リニューアルを行い、判決原本の書式に合わせて誌面を横組み化。また刊行ペースも月2回刊となる。